# 石鎚山 (小惑星)
石鎚山(4095 Ishizuchisan)は、1987年9月16日に関勉が高知県芸西村で発見した小惑星である。愛媛県の石鎚山にちなんで命名された。